# 10072 Uruguay
För andra betydelser, se Uruguay (olika betydelser).
10072 Uruguay eller 1989 GF1 är en asteroid i huvudbältet som upptäcktes den 3 april 1989 av den belgiske astronomen Eric W. Elst vid La Silla-observatoriet. Den är uppkallad efter det sydamerikanska landet Uruguay.